# Engelbert Logar
Engelbert (Bertej) Logar, slovenski etnomuzikolog, * 10. avgust 1959, Gradiče (nem. Graditschach) Koroška.
Logar je leta 1982 diplomiral na Visoki šoli za glasbo in gledališko umetnost v Gradcu, 1987 pa iz zgodovine na tamkajšnji univerzi. Od tedaj je sodelavec Inštituta za etnomuzikologijo v Gradcu. Logar raziskuje predvsem slovenske ljudske pesmi na Koroškem, s posebnim poudarkom na ljudske pesmi iz Podjune. Leta 1988 je začel izdajati zbirko Vsaka vas ima svoj glas. Slovenske ljudske pesmi iz Podjune.